# Nodo chirurgico
Un nodo chirurgico è un tipo particolare di nodo usato in chirurgia per serrare i fili di sutura.

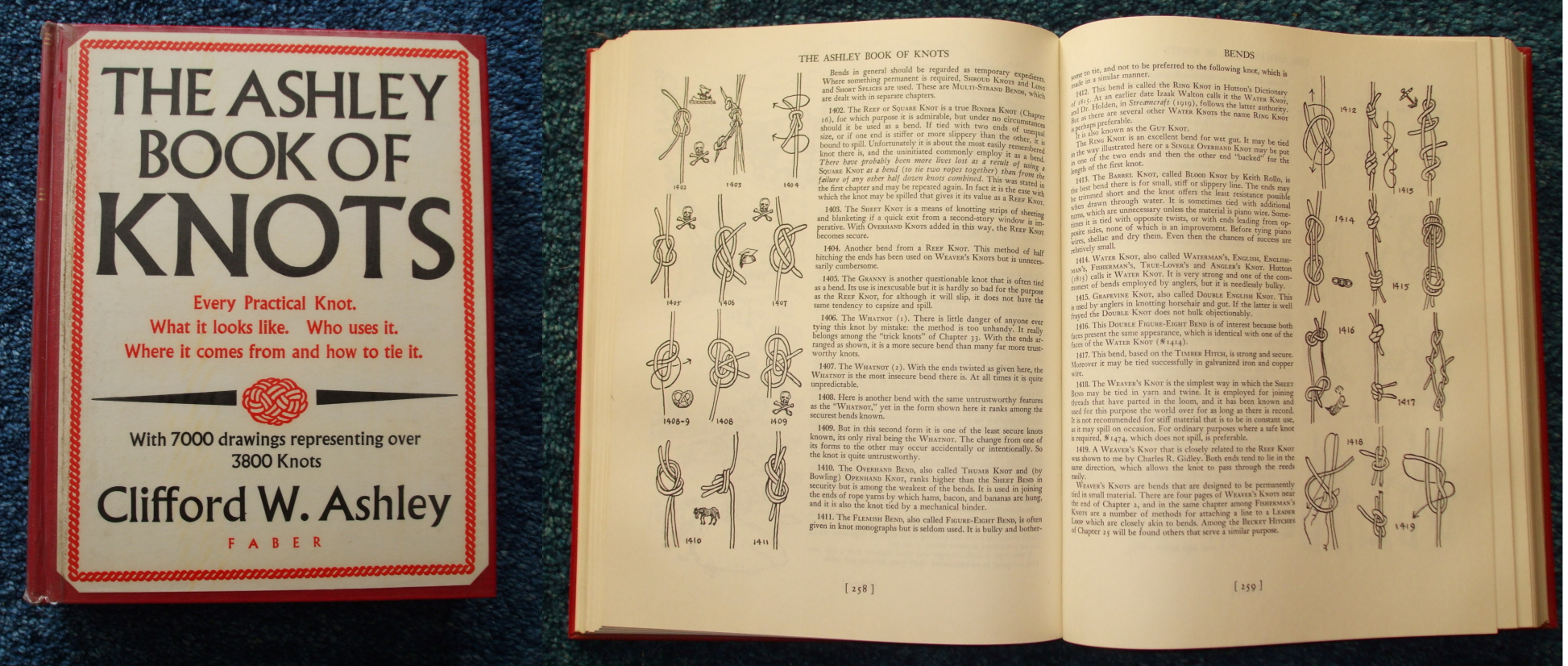
Ristampa del Libro di Ashley

Clifford Ashley nel suo libro dedicato ai nodi ne descrive circa 2000, di forma, caratteristiche e utilizzo diversi. Ma di questi pochissimi sono quelli che vengono impiegati in chirurgia. In realtà il chirurgo ne usa soprattutto uno, con alcune varianti. Il più utilizzato è il nodo dritto che può essere semplice se il filo viene intrecciato una volta, oppure doppio quando il filo viene intrecciato due volte per evitare che il nodo possa allentarsi prima di essere fissato. Il nodo dritto, sia piano che doppio, viene poi fermato con un secondo nodo aggiuntivo detto soprannodo piano. 

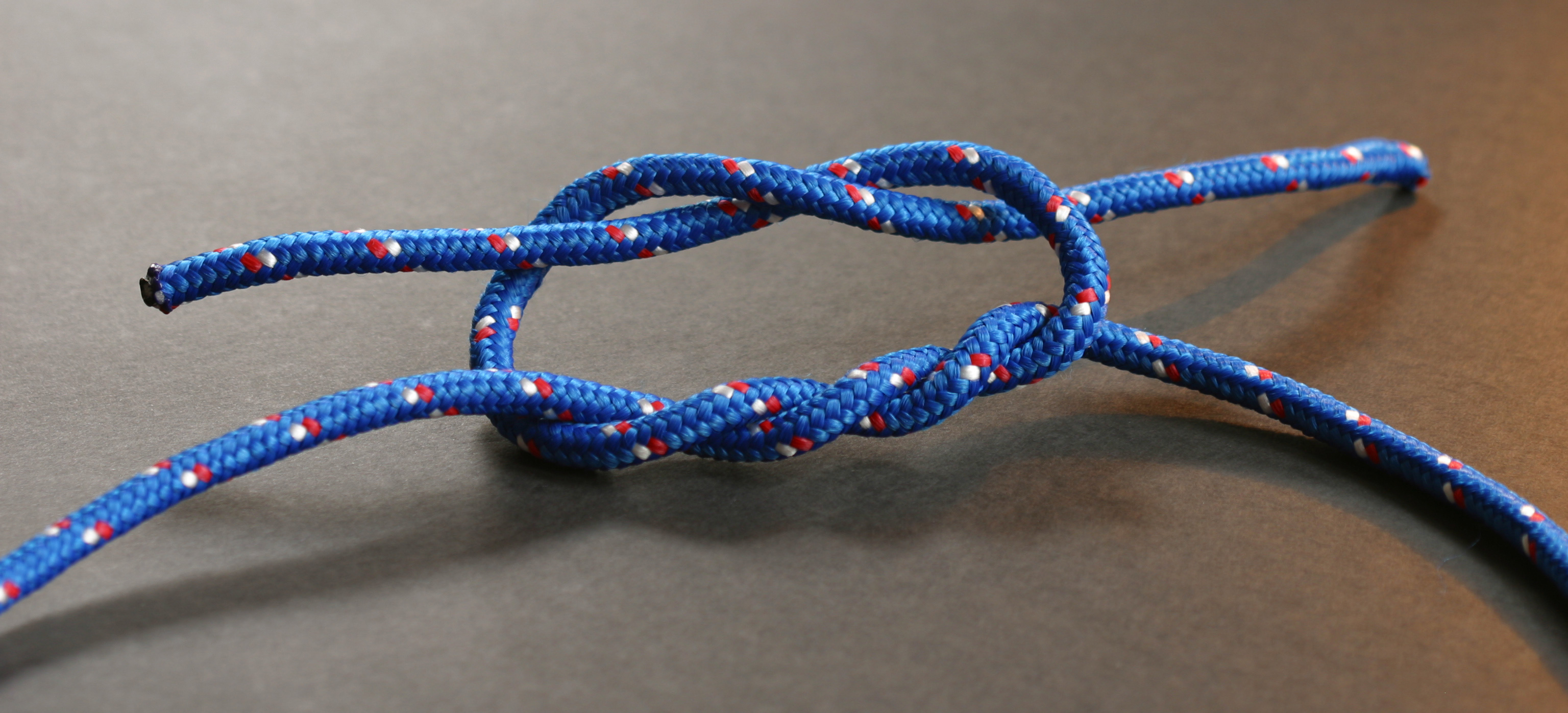
Nodo chirurgico dritto doppio con soprannodo piano

## Caratteristiche
Un nodo, in generale, deve avere tre caratteristiche: 
- la semplicità di esecuzione,
- una buona tenuta,
- la possibilità di essere sciolto agevolmente.

Nel caso del nodo chirurgico sono importanti le prime due dal momento che, per la rimozione, il nodo non viene sciolto ma semplicemente tagliato.
La tenuta del nodo di solito viene garantita da un terzo nodo di sicurezza. In alcuni casi, e per determinati fili usati in chirurgia, possono occorrerne fino a cinque. È importante che per ogni nodo aggiuntivo i fili vengano intrecciati in modo dritto rispetto al nodo precedente così da evitare il "nodo" scorsoio che, appunto per la sua scorrevolezza, è incompatibile con le esigenze chirurgiche. Il nodo che stringe i punti di sutura va fissato sempre lateralmente alla ferita onde evitare fenomeni di decubito e conseguenti problemi di cicatrizzazione.

## Modalità di esecuzione
La semplicità di esecuzione e la tenuta dei nodi assume rilievo particolare in chirurgia per l'elevato numero di punti che vengono dati nel corso di un intervento. È importante una buona tecnica che consenta di annodare i punti con una forza sufficiente a ottenere l'effetto desiderato e ad evitarne lo scioglimento ma evitando pressioni eccessive, e quindi problemi ischemici, sui tessuti. È determinante il ricorso a determinati fili in relazione alla sutura chirurgica da effettuare e all'organo interessato. Vi sono sintesi nelle quali l'utilizzo di un filo robusto fissato con cinque nodi (occupanti un certo volume) non costituisce un problema, ma in quelle più delicate, quali possono essere le suture anastomotiche sull'intestino o sui vasi sanguigni, sono necessari fili sottili che richiedono pochi nodi di fissaggio (e quindi volume minimo). Per questo motivo la scelta di determinati materiali fa parte integrante di ogni tecnica chirurgica che prevede anche le modalità di sutura e di fissaggio dei nodi.
I punti vengono infissi nei tessuti mediante aghi da sutura tenuti a mano libera o con strumenti particolari, i porta-aghi.
Il filo può essere annodato con diverse modalità:
- con entrambe le mani. Lo si fa in genere quando c'è l'esigenza di passare prima tutti i punti necessari, lasciandoli aperti, per poi annodarli in sequenza
- con la punta del porta-aghi. Si impiega questo metodo quando un capo del filo deve rimanere corto o il punto è situato in una zona poco accessibile. È il metodo adoperato nella chirurgia robotica ed in quella laparoscopica
- utilizzando il dito indice o medio di una sola mano mentre l'altra regge il porta-aghi.
La tecnica richiede un minimo di abilità ed è tra le prime ad essere appresa nel training chirurgico. Risale al medioevo e si attribuisce al Maestro Lanfranco da Milano, considerato uno dei fondatori della scuola chirurgica di Parigi. È il metodo più utilizzato perché consente di dare la giusta tensione al filo e al nodo senza bisogno, ogni volta, di deporre il porta-aghi e di conseguenza di risparmiare tempo.

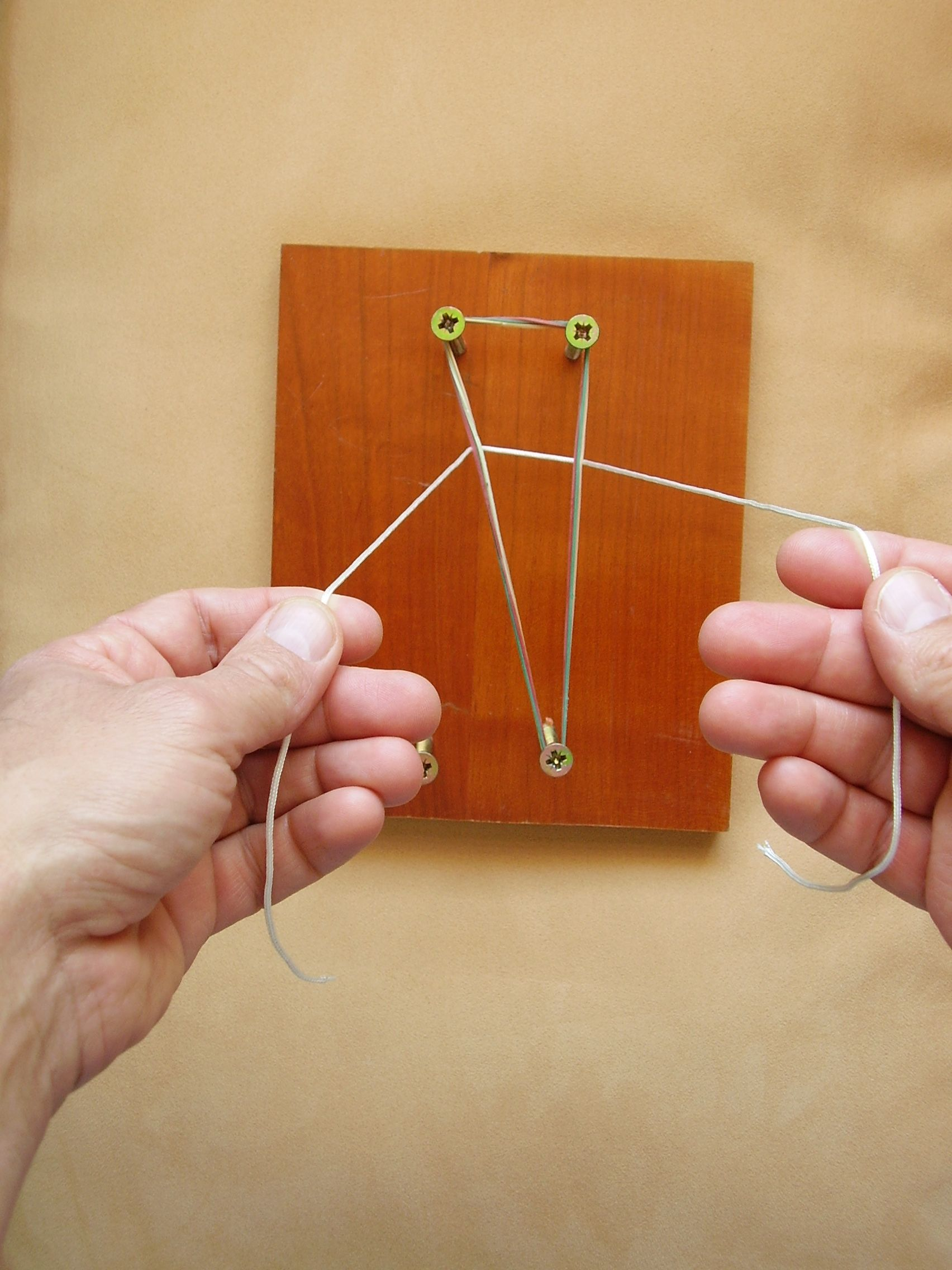
Fase 1
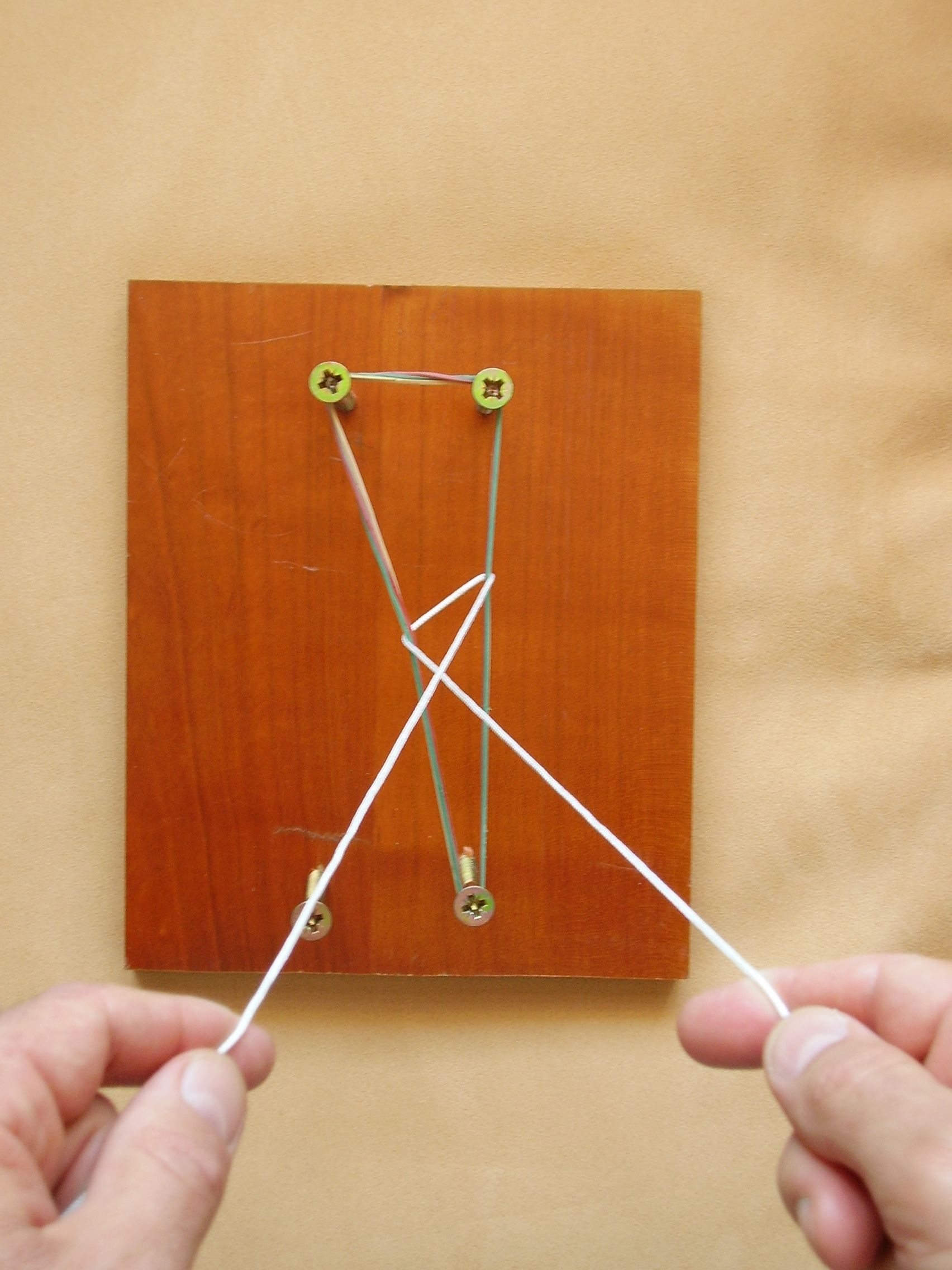
Fase 2
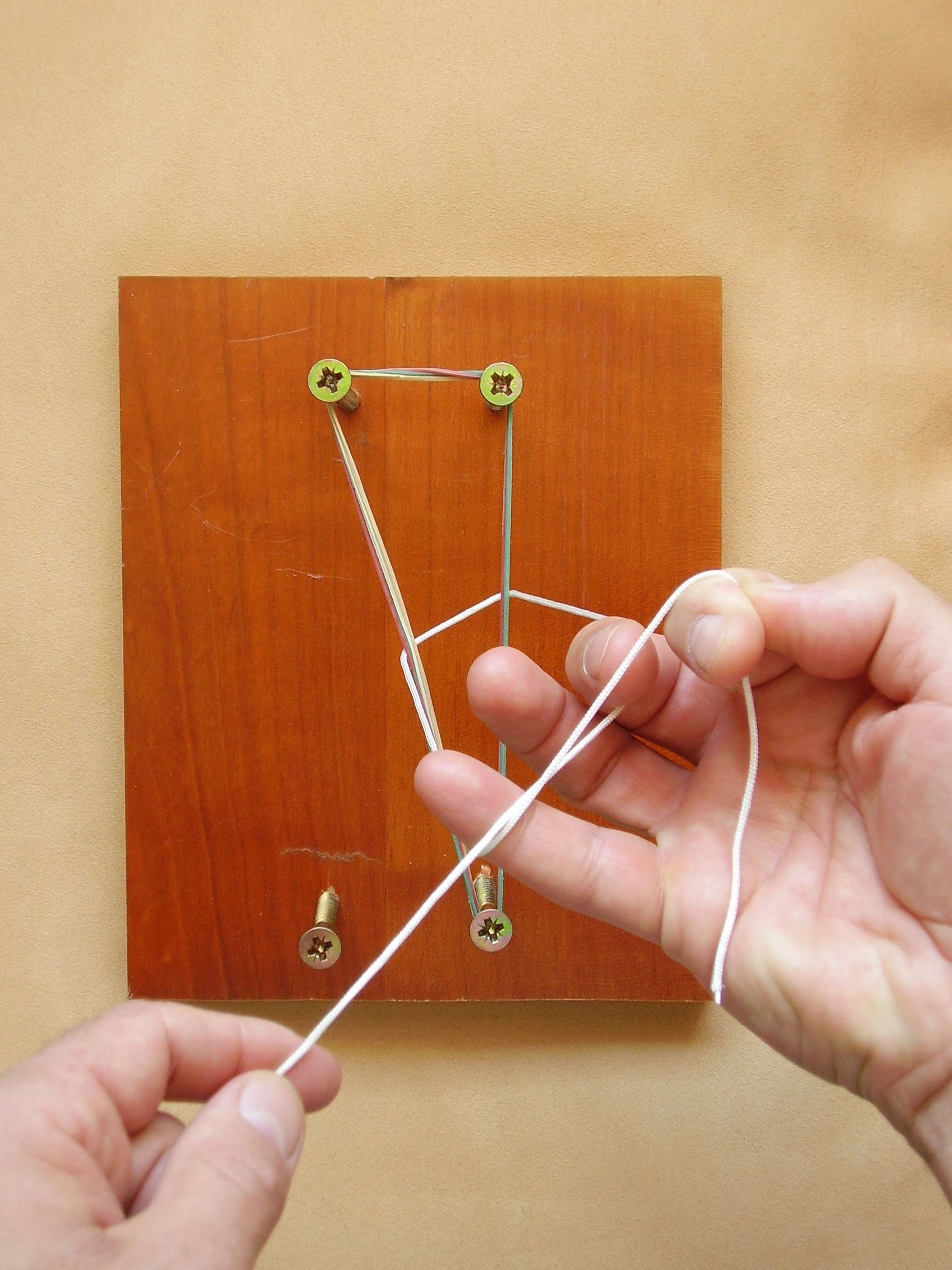
Fase 3
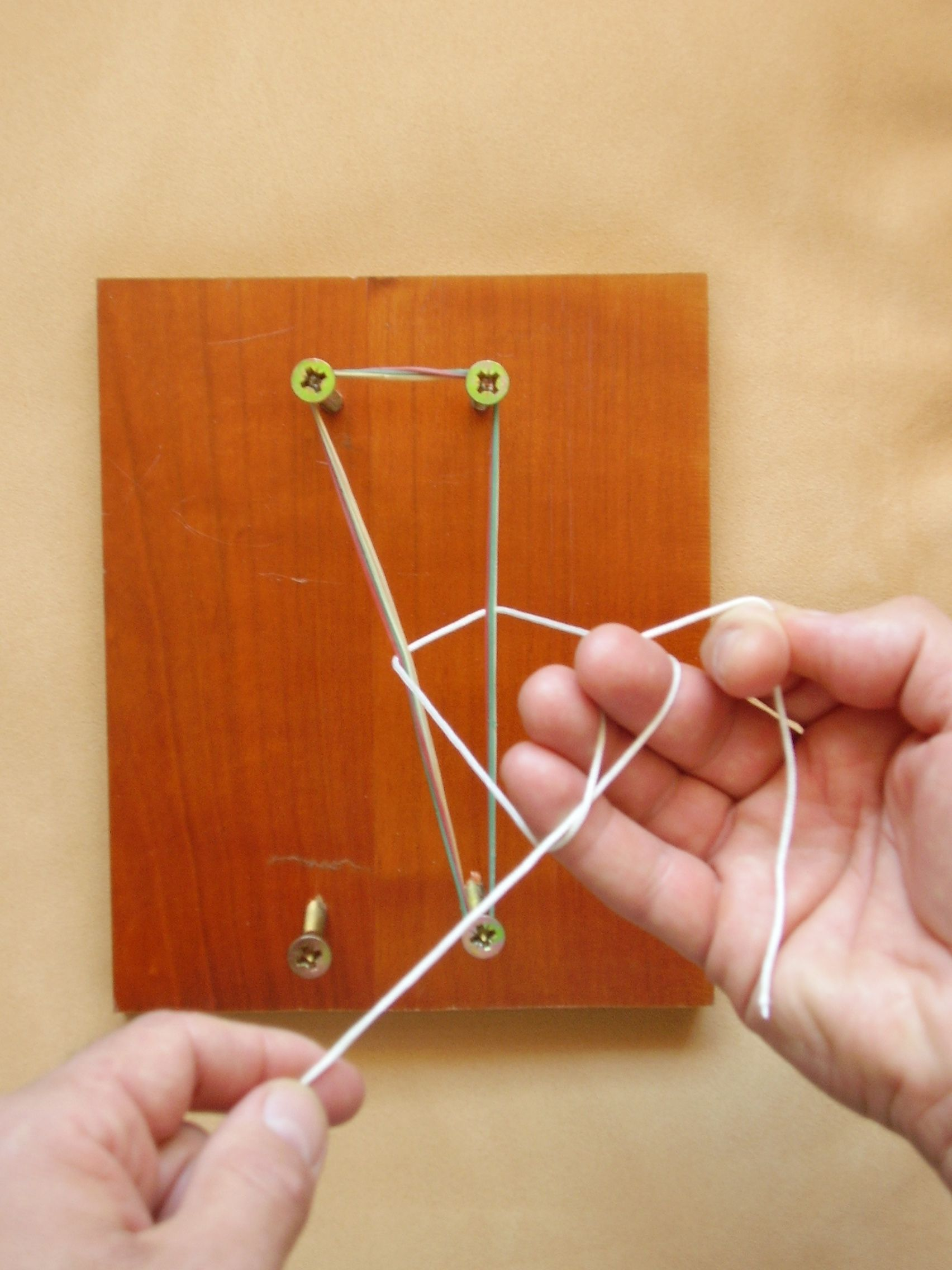
Fase 4
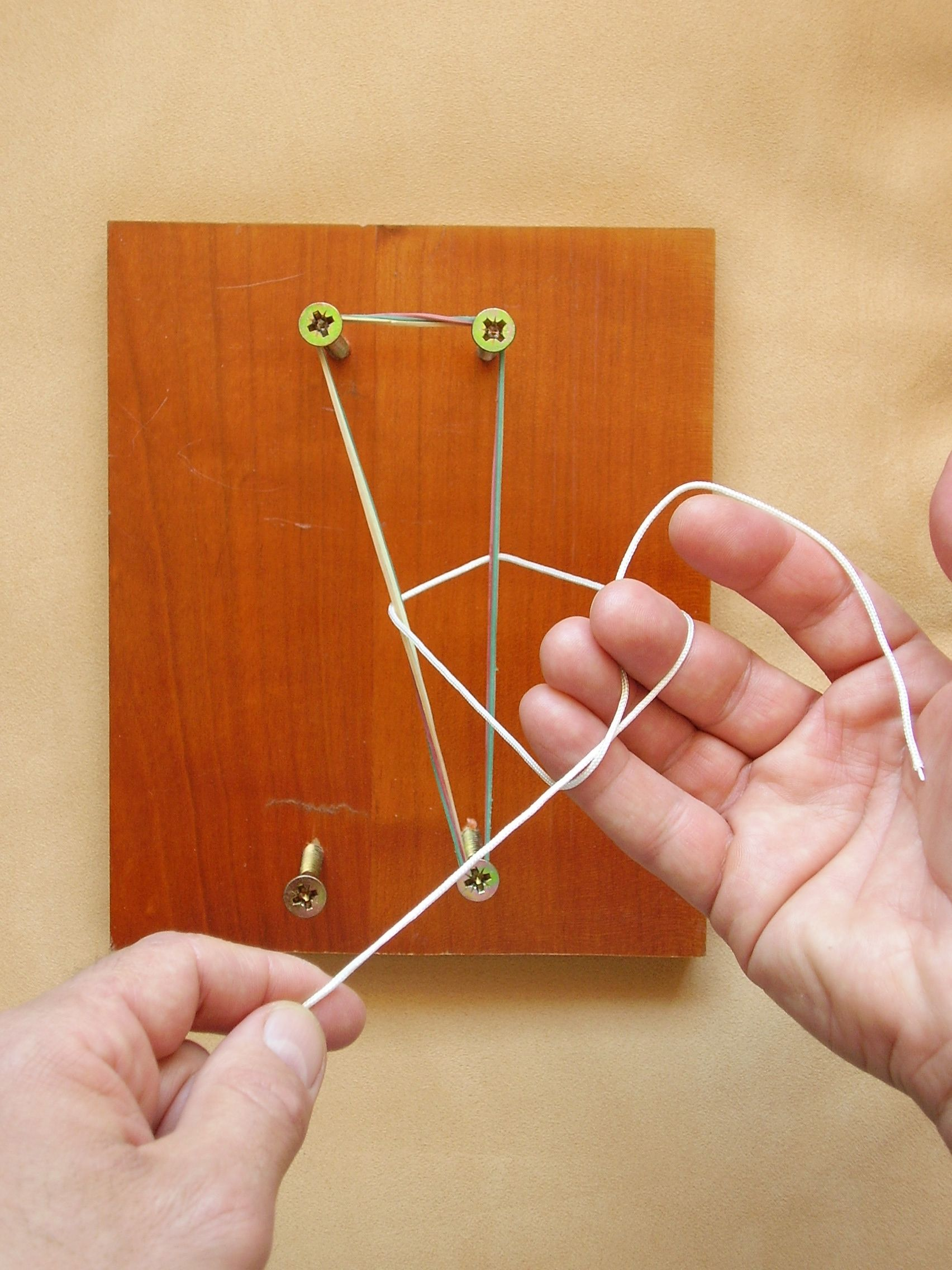
Fase 5
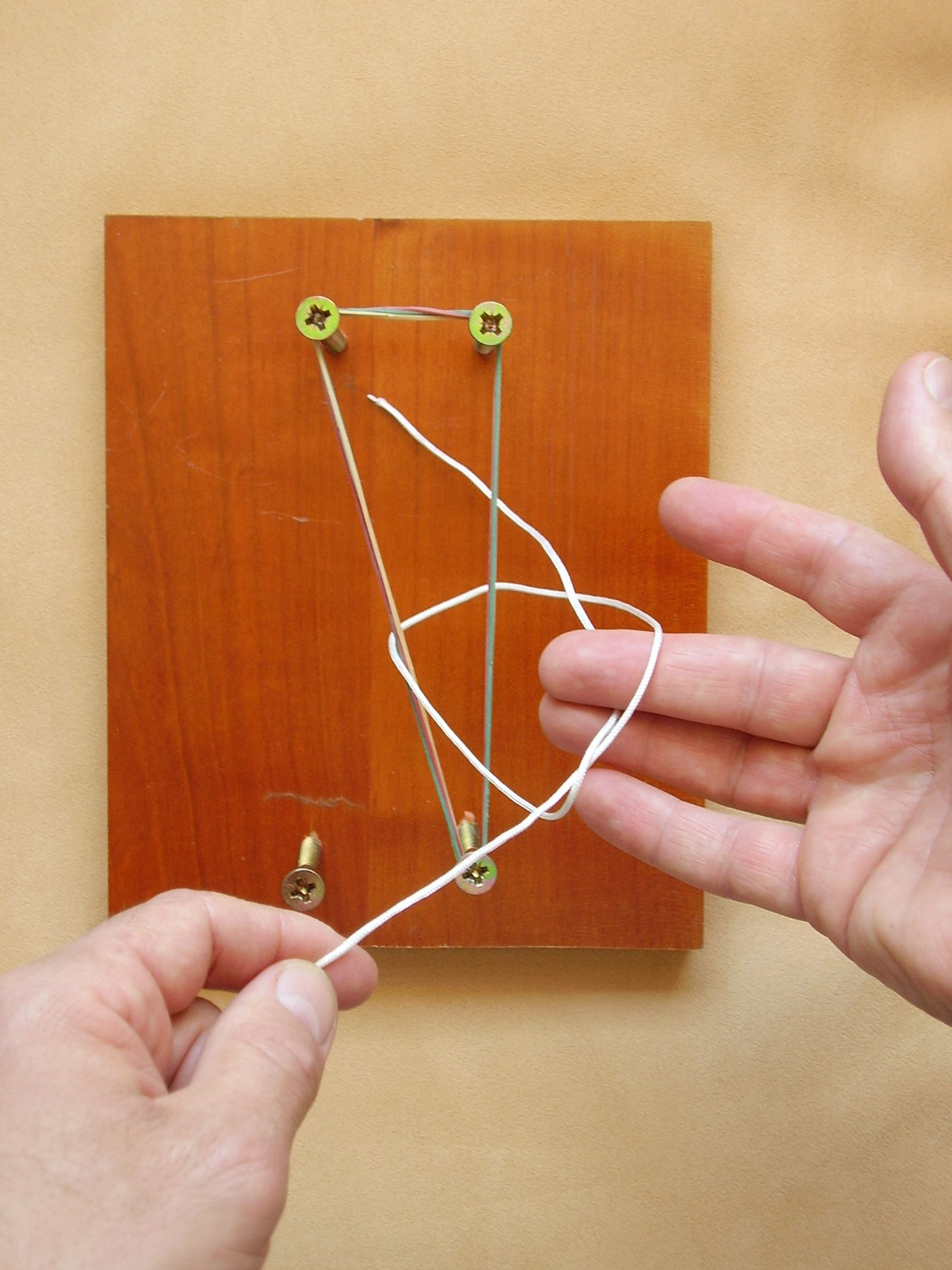
Fase 6
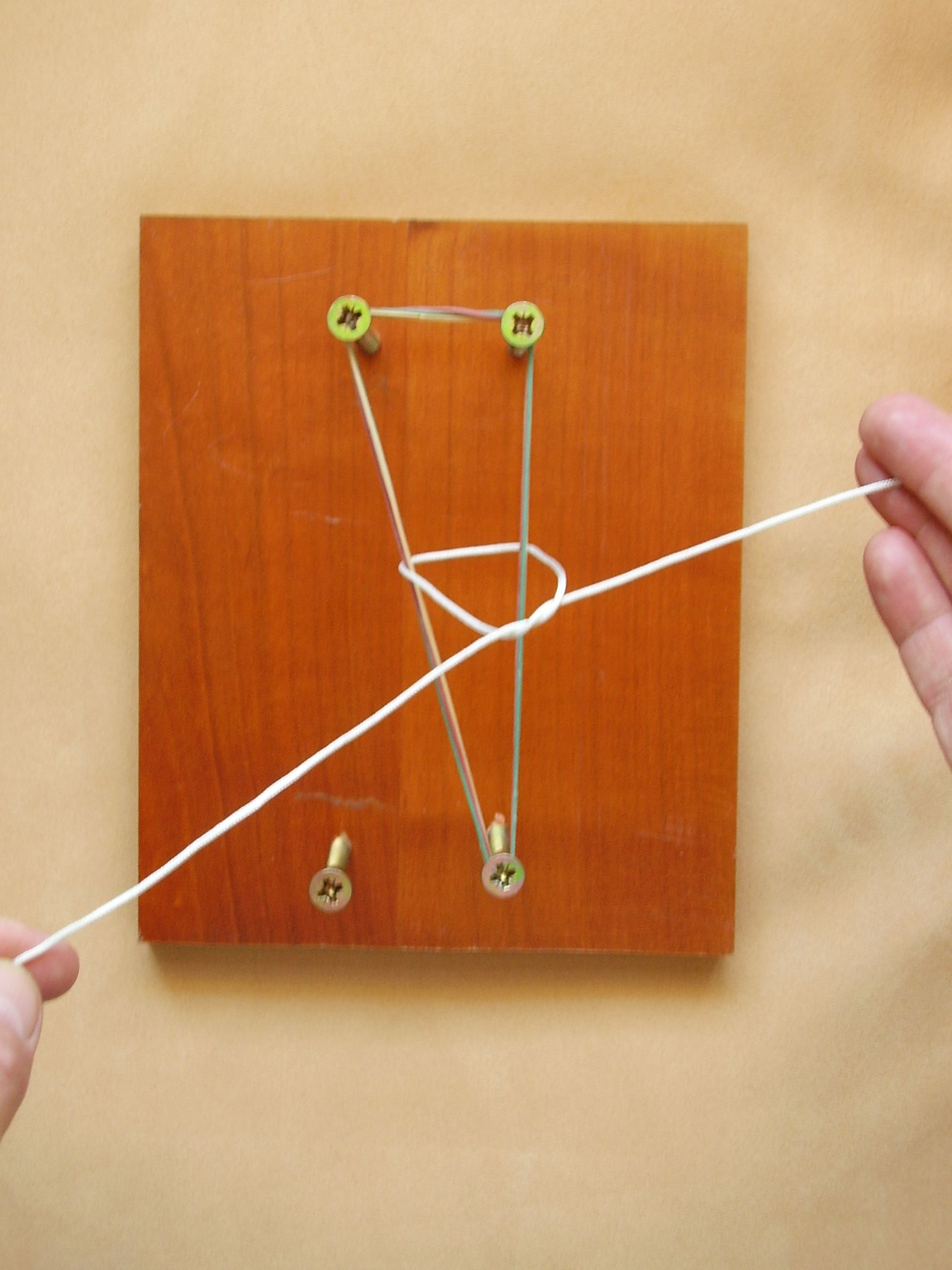
Fase 7

## Galleria d'immagini

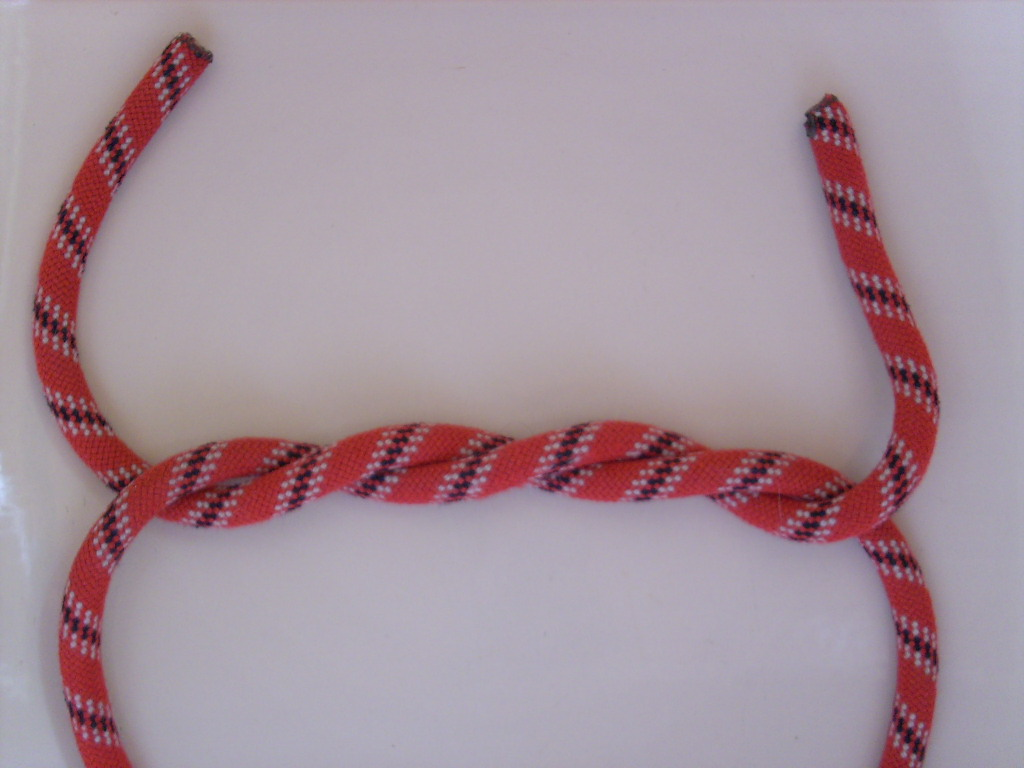
Nodo dritto doppio
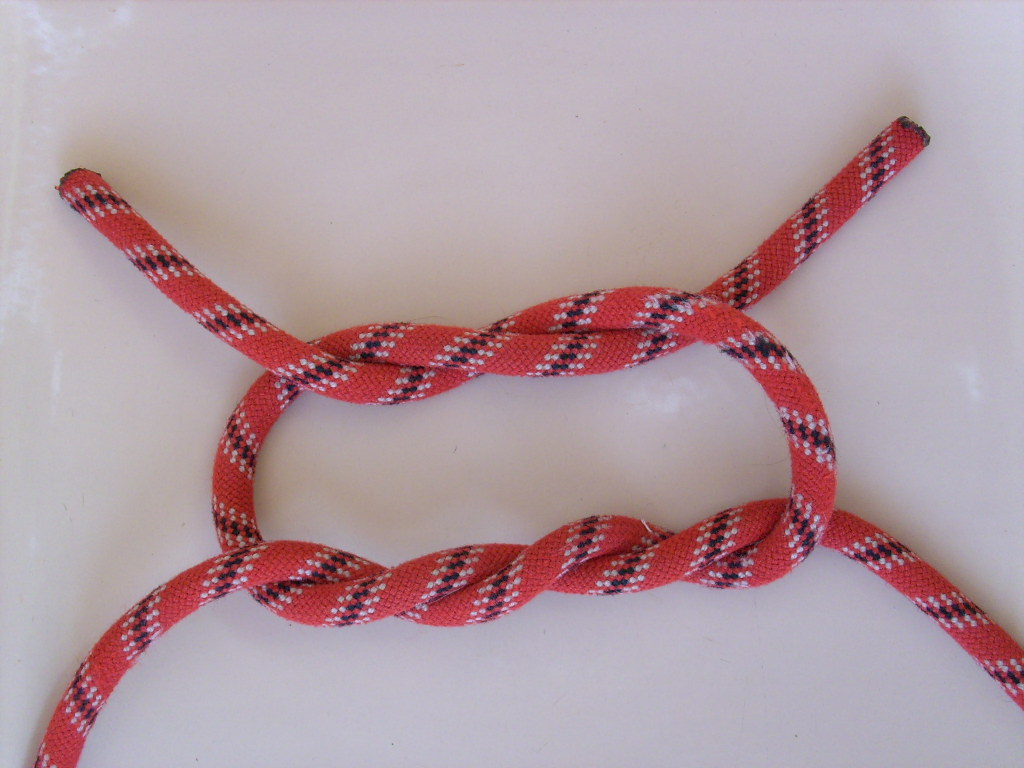
Nodo dritto doppio con soprannodo piano
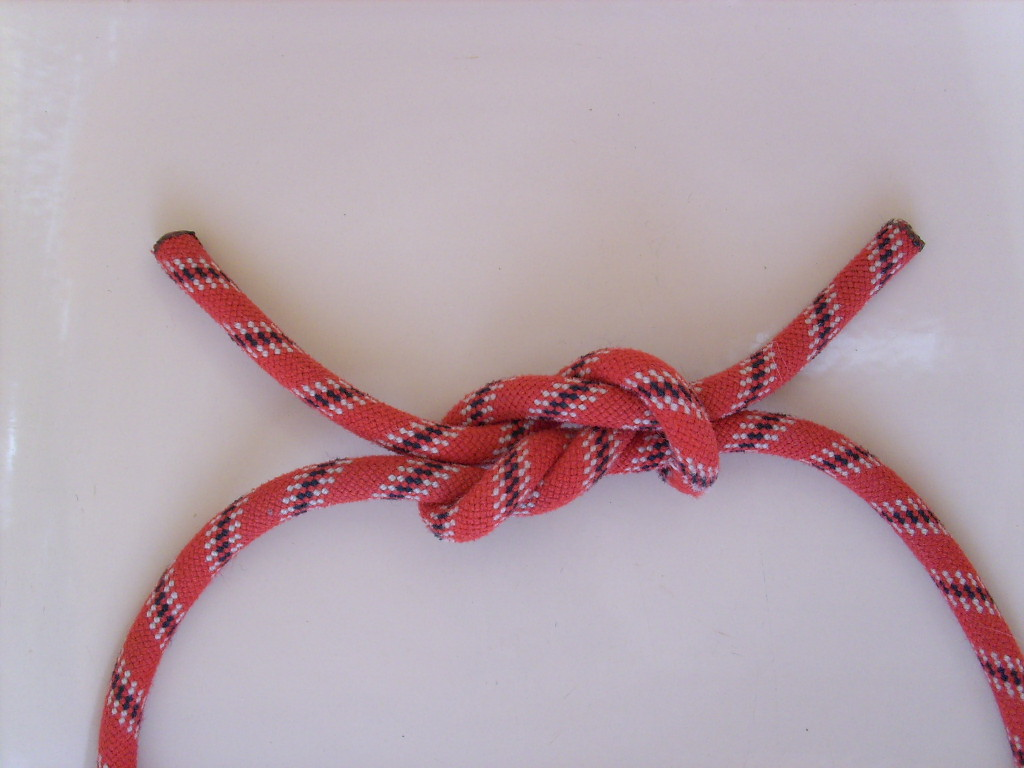
Nodo serrato
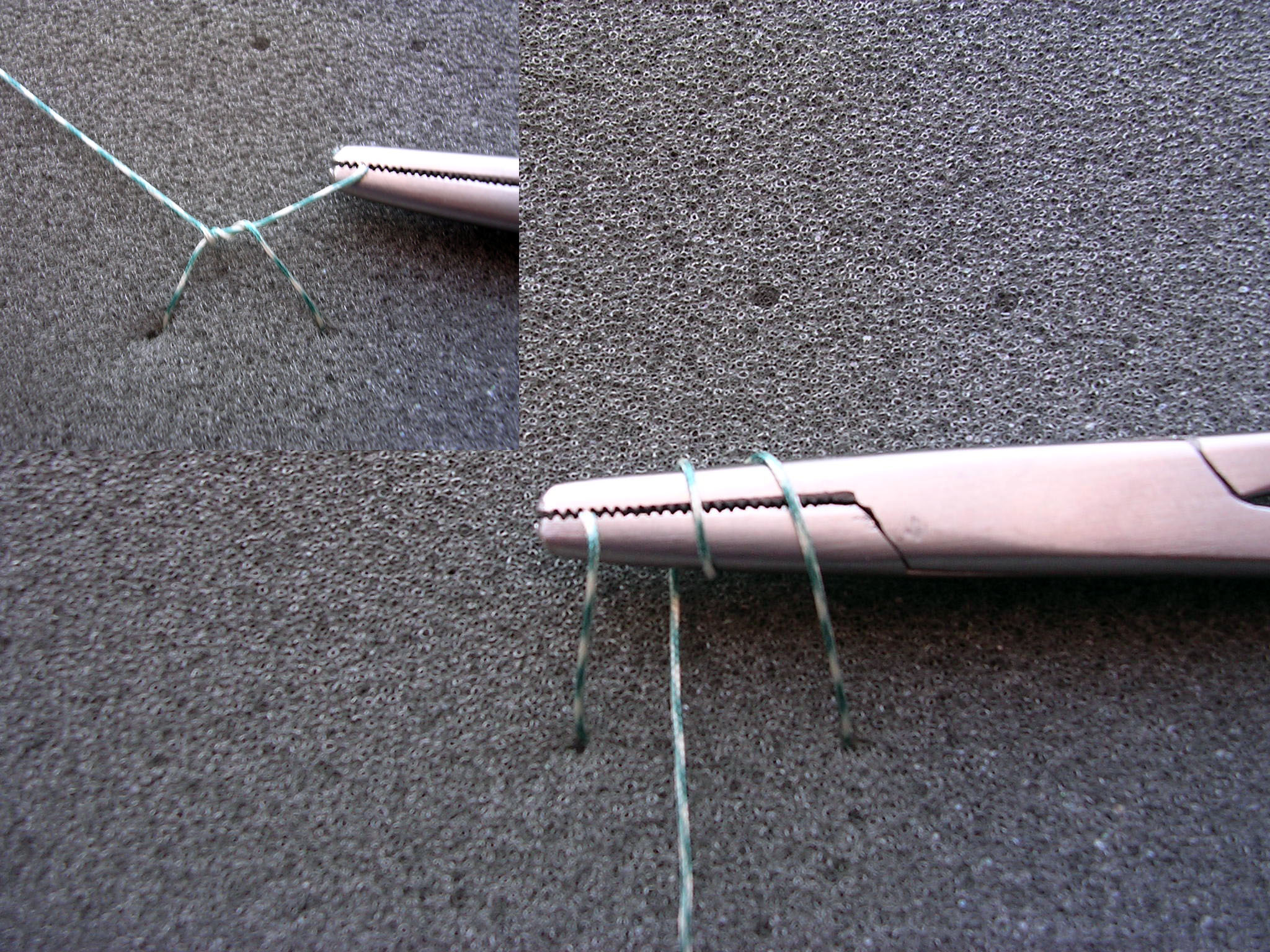
Nodo dritto doppio confezionato con porta-aghi